# Политехнически институт за напреднали науки
Политехнически институт за напреднали науки (на френски: Institut polytechnique des sciences avancées, често наричан IPSA) е университет, специализиран в частната френска авиация. Основан е през 1961г.
Училището се намира в Иври сюр Сен и Тулуза и е част от образователната група ИОНИС.

## Известни възпитаници
- Ерик Буийер (1999) – Директор Макларън[4];
- Жюлиен Симон-Шотан (2002) – Инженер на отбора от Формула 1 Sauber.